# Nitrite-réductase à NAD(P)H
La nitrite-réductase à NAD(P)H est une oxydoréductase qui catalyse les réactions :
NH3 + 3 NAD+ + 2 H2O  {\displaystyle \rightleftharpoons }  NO2− + 3 NADH + 5 H+ ;
NH3 + 3 NADP+ + 2 H2O  {\displaystyle \rightleftharpoons }  NO2− + 3 NADPH + 5 H+.
Cette enzyme intervient dans la fixation de l'azote. Sa structure est notamment décrite par PDB 2JO6.